# Юрій Юрійович Остік
Юрій Остика (бл. 1530 — 1579) — державний і військовий діяч, урядник Великого князівства Литовського та Речі Посполитої.

## Життєпис
Походив з литовсько-білоруського роду Остиковичів гербу Труби. Син Юрія Остіка, маршалка господарського, і Марини Мстиславської. Народився близько 1530 року. Виховувався в католицькій вірі. 1558 року стає старостою браславським.
1560 року призначається державцем упіцьким. У 1564 році вступив у суперечку з Василем Тяпинським за маєток Свирані, який Остик захопив. У 1566 році призначається воєводою мстиславльським. Водночас брав участь у Ливонській війні, отримавши посаду ротмістра королівського. На початку 1570-х років переходить у кальвінізм.
У 1572 році після смерті короля Сигізмунда II Августа виступав за обрання Федора, сина московського царя Івана IV Грозного новим королем. У 1573 році підписав обрання королем Генріха Валуа. У 1574 році після втечі останнього виступив проти обрання королем Івана IV, підтримував кандидатуру Стефана Баторія. У 1578 році стає воєводою Смоленським. Помер на цій посаді 1579 року.